# Жмаре
Жмаре или жумијар су ритуално и свакодневно јело од овчијег меса, празилука и кукурузног брашна. Рецепт за жмаре је аутентичан, а јело је чувени специјалитет влашке кухиње. Ово јело је једно од најстаријих икада записаних и карактеристично је јер се припрема само у селима на  подручју Хомољских планина.
Сматра се да је рецепт стар око 300 година.
Јело је карактеристично за влашку кухињу, а најчешће се припрема у селима у околини Петровца на Млави. Власи овај свој специјалитет зову жумијаре. У влашком селу Кладурово, надомак Петровца на Млави, одржава се традиционално такмичење у кувању жмара па одатле и назив манифестације Жумаријада.
Кување жамара се налази на листи нематеријалног култуног наслеђа Србије.

## Кување жмара
Ово јело веома је захтевно за припрему и тражи ангажовање неколико људи, а највише се спрема у селима Кладурово, Рановац и Манастирица. Некада се припремао на свадбама у млавском крају, ређе и на даћама, као и у богатијим кућама, као послужење које долази на крају, после печеног меса, или уместо њега. И данас је жмаре неизоставан специјалитет на многобројним свадбеним трпезама у селима општине Петровац на Млави.
Жмаре се спремају од кукурузног брашна уз додавање овчијег меса, празилука и уља. Све то кува се од 12 до 18 сати на ватри, у великим казанима. За овај посао је потребан већи број људи, те обично читава породица учествује у припреми.
Некада су се жмаре кувале у великим бакрачима, запремине од 50 литара. Данас се кувају у великим лименим казанима. 

### Рецепт за аутентичне жмаре
За праве жмаре се користи искључиво овчије месо без лоја.
Месо целе овце (око 70 кг) се исече на комаде и потапа у врелу воду у којој је претходно скуван празилук. После неколико часова, када се месо раскува, процеди се и одвоји од костију. Када се прохлади, "ишчија" се (раздвоји) на танка влакна, која се враћају у процеђену чорбу. Након тога се постепено додаје кукурузно брашно и кува се сатима, уз често мешање, све док смеса не постане потпуно сједињена. Специјалитет се сервира док је врућ.